# Guia Jelo
Guia Jelo (* 5. März 1956 in Catania, bürgerlich Guglielmina Francesca Maria Jelo di Lentini) ist eine italienische Film-, Fernseh- und Theater-Schauspielerin. Sie hat seit 1978 in mehr als 40 Filmen mitgewirkt.

## Filmografie
- 1978: Der Aufstieg des Paten (Corleone)
- 1986: The Bride Was Beautiful (La sposa era bellissima)
- 1990: Überleben in Palermo (Ragazzi fuori)
- 1993: Die Eskorte (La scorta)
- 1994: The Whores (Le buttane)
- 1996: Strangled Lives (Vite strozzate)
- 2001: E adesso sesso
- 2005: Raul: Straight to Kill (Raul – Diritto di uccidere)
- 2018: Mein Name ist Somebody (Il mio nome è Thomas)

## Auszeichnungen
2015 erhielt sie den Verdienstorden der Italienischen Republik (Cavaliere al Merito della Repubblica) als Auszeichnung für ihre zahlreichen Rollen in Theater und Fernsehen.